# Víspera de todos los santos (álbum)
Víspera de todos los santos es el octavo álbum de estudio de la banda española Los Suaves publicado el 29 de junio de 2000.

## Lista de canciones
1. "Víspera de todos los santos" (Yosi) - 6:43
2. "Harto de ser hombre" (Yosi) - 7:40
3. "Palabras para Julia" (José Agustín Goytisolo / Paco Ibáñez) - 4:56
4. "No me gusta el rock and roll" (Yosi / Alberto Cereijo / Charlie Domínguez) - 3:43
5. "Chou-chou llega el tren" (Yosi / Alberto Cereijo) - 3:43
6. "Dulces noches de luna y pateras" (Yosi) - 7:47
7. "La peor canción del mundo" (Yosi / Alberto Cereijo) - 4:36
8. "Siempre con miedo'" (Yosi) - 7:26
9. "Miénteme" (Yosi / Alberto Cereijo / Charlie Domínguez) - 4:52

## Músicos
- Yosi Domínguez: voz, guitarra y armónica
- Alberto Cereijo: guitarras
- Charlie Domínguez: bajo
- Gelo: batería